# Domingo Zerpa
Domingo Zerpa (Runtuyoc, Abra Pampa, 20 de diciembre de 1909 - 20 de mayo de 1999) fue un poeta y educador argentino.

## Trayectoria
Sus primeras letras las curso en la Escuela Nacional N°18 de Santuario, las continúo en la Escuela Normal de Preceptores de Humahuaca. En el Colegio Nacional N°1 Teodoro Sánchez de Bustamante se graduó de Bachiller y fue alumno del Instituto del Profesorado Valentín Gómez de Buenos Aires donde tuvo como maestros, entre otros, a Pedro Henríquez Ureña, Amado Alonso, Rafael Alberto Arrieta y María Rosa Lida.
Se desempeñó como docente en el Colegio Nacional y la Escuela Normal de Chivilcoy (Buenos Aires) durante 30 años (desde 1935 hasta 1965). Fundó junto a Nicolás Cócaro, la revista Oeste, que comenzó a publicarse en Chivilcoy en julio de 1944. Se casó en 1938 con la poeta santafesina Dora Blanca Tregini y compartieron juntos más de seis décadas.
Publicó en poesía
Puya-Puya, 1931; Erques y cajas, 1942; Ala de rosa y alba de cereza, 1961; Blanca y celeste, 1962; La Puna al son de las cajas, 1975; Abra Pampa, 1983.
En ensayo
El habla rural de la Puna Jujeña.
Dejó libros inéditos
Tranco a Tranco,2000; El fabricante de humo, 2004.

## Biografía
Estudió la primaria en Abra Pampa, después en Humahuaca y terminó en el Colegio Nacional "Teodoro Sánchez de Bustamante" de San Salvador de Jujuy.
Trabajó en Chivilcoy, como docente.
Su trabajo, a pesar de haber vivido muchos años lejos de su tierra natal, estuvo inspirado siempre en Abra Pampa. Es considerado uno de los más importantes poetas Jujeños.
Fue amigo del escritor Julio Cortázar.
Falleció el 20 de mayo de 1999.

## Varias de sus obras
- Puya-puyas: poemas puneños. 1940.[2]
- Erques y cajas (versos de un indio). 1942.[3]
- Tranco a tranco. 2000.[4]
- El fabricante de humo: cuentos de la Puna jujeña. 2009.[5]
- Emiliano y su gran objetivo.